# 李珏卿
李 珏卿（イ・ガクキョン、ハングル表記：이각경、1985年10月16日 - ）は、大韓民国の韓国放送公社 (KBS) 所属のアナウンサー。

## 経歴
1985年10月16日に韓国のソウル特別市で生まれた。2001年に禮一女子高等学校に入学し、2004年に卒業した。同年、成均館大学校英語英文学科に入学し、2008年に卒業した。2012年にKBSの第39期公募採用でアナウンサーとして採用され入局し、KBS済州放送総局で勤務した。その後KBSアナウンサー室に所属して、番組の司会進行およびキャスターを務めている。出演番組は2015年からの『生き生き情報』(생생정보)、2015年から2016年の『KBSグローバル24』、2016年から2018年までの『KBSニュースライン』などで、2019年1月1日から11月24日まで『KBSニュース9』の平日放送のキャスターを記者のオム・ギョンチョルと共に務めた。また2018年から毎日夕方4時から6時までKBSのラジオ局HappyFMの『イ・ガクキョンのハッピータイム4時』で司会進行を務めている。2019年10月、第15回韓国真の言論人大賞を受賞者7名の1人として受賞した。